# Antigonis pharsalia
Antigonis pharsalia är en fjärilsart som beskrevs av William Chapman Hewitson 1852. Antigonis pharsalia ingår i släktet Antigonis och familjen praktfjärilar. Inga underarter finns listade i Catalogue of Life.

## Bildgalleri

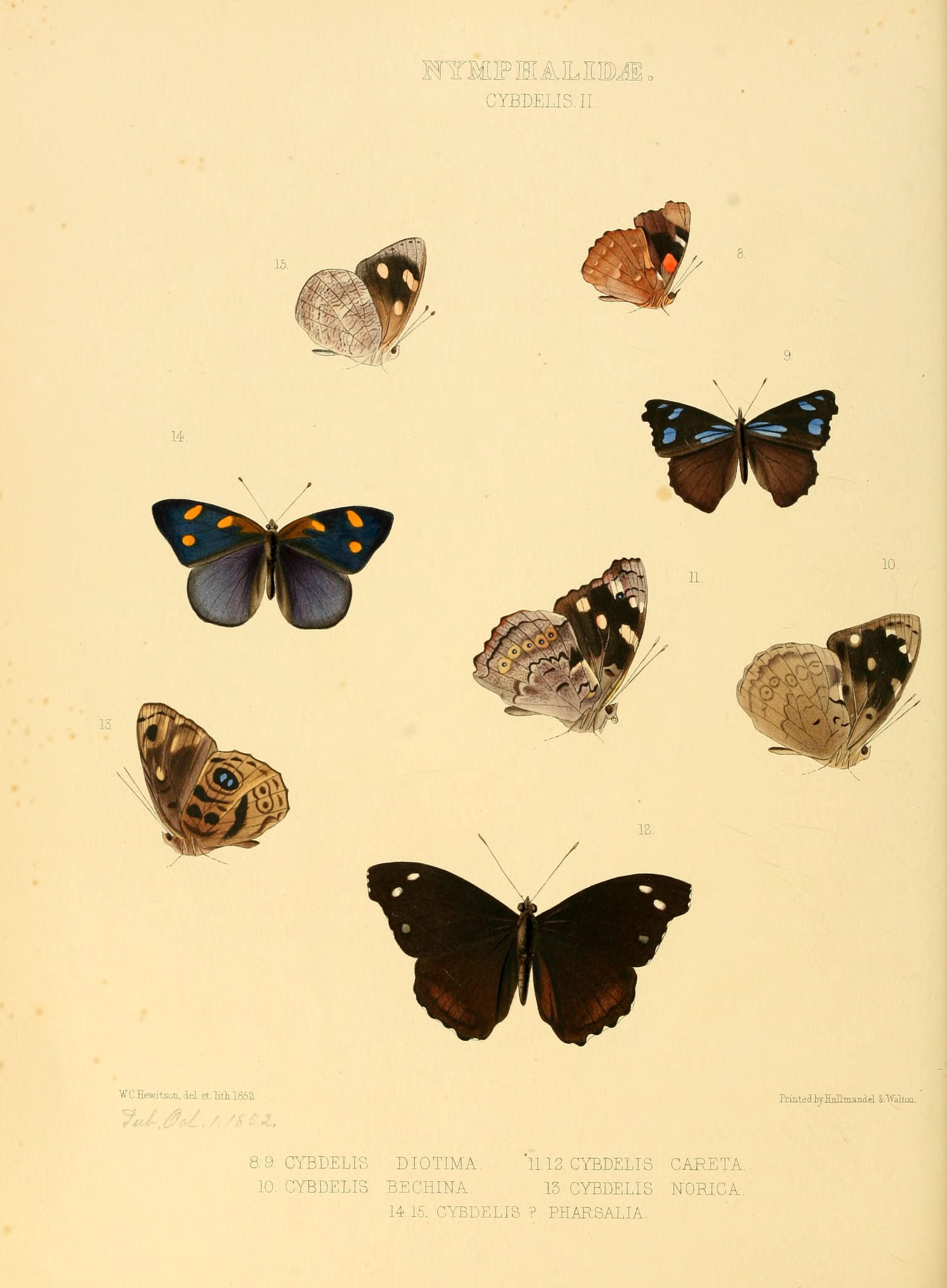